# De Haar (Het Hogeland)
De Haar (ook bekend als De Haarde) is een streek en voormalig gehucht in de gemeente Het Hogeland. Het is gelegen ten oosten van het dorp Ulrum. Haar betekent hoogte; de streek is dan ook iets hoger gelegen dan de wijde omgeving. Langs De Haar loopt de Haarstertocht waar overheen de voormalige Haarstertil lag (til = brug).
Het gehucht 'de Haerde' (1648) behoorde vroeger onder De Houw en daarmee onder het kerspel Leens. Het gehucht werd net als de bijbehorende boerderij verzwolgen door de Kerstvloed van 1717, waarbij alle bewoners omkwamen. Nadien waren er nog lange tijd sporen van heemsteden en grachten zichtbaar in het landschap. Rond 1862 werd de huidige boerderij 'De Haar' gebouwd, waarvan het voorhuis dateert uit 1977.
De boerderij ligt aan de doodlopende Haarweg (vroeger Haarderweg), die vroeger doorliep naar De Houw. Tussen De Haar en Ulrum werd in 2000 een asielzoekerscentrum geopend, dat in 2006 weer werd gesloten. Het terrein werd daarop bouwrijp gemaakt voor het geplande bedrijventerrein De Marne, dat echter nog altijd grotendeels leeg staat en inmiddels deels weer is omgezet naar landbouwgrond.

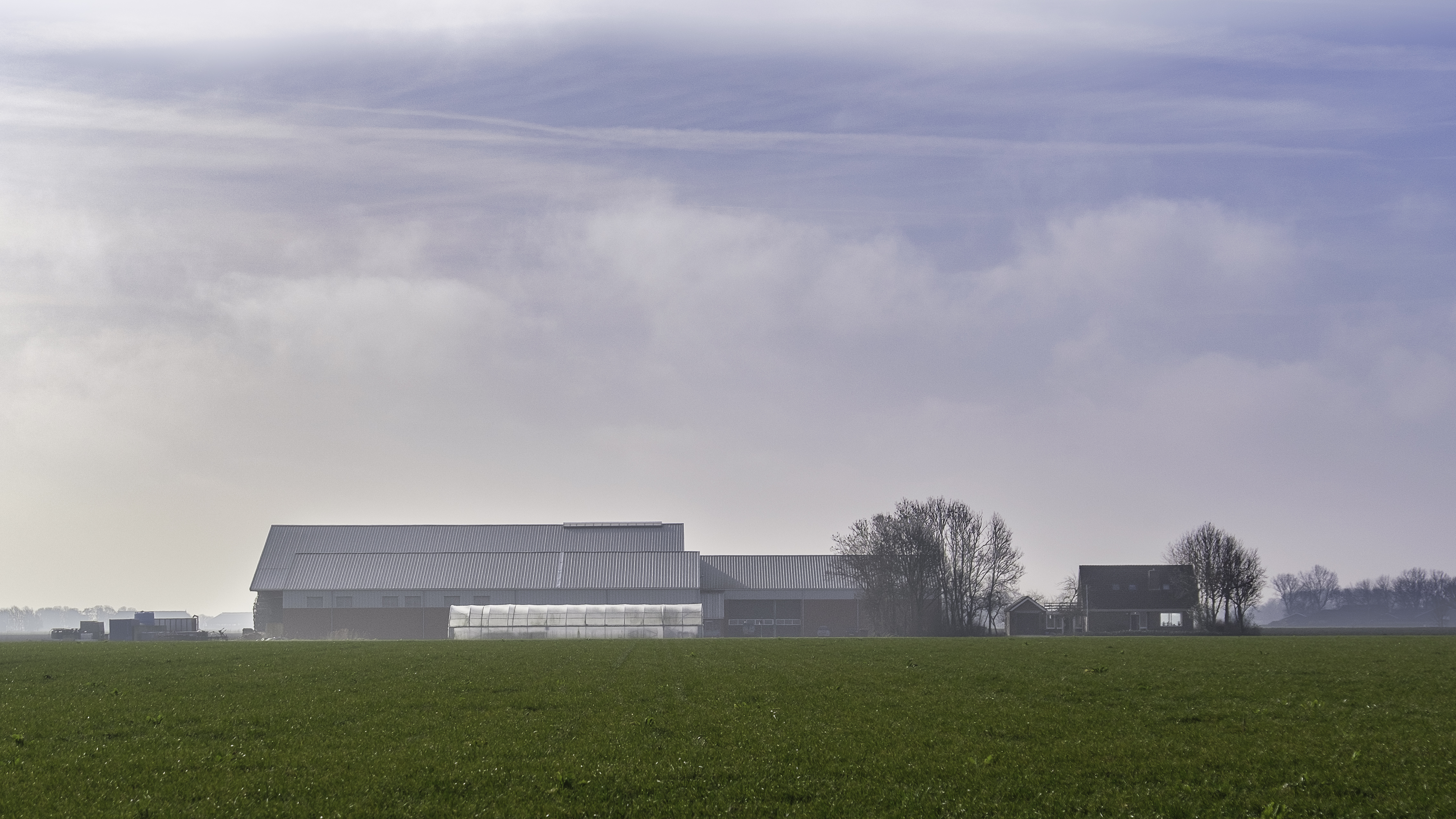
Boerderij De Haar gezien vanaf de weg tussen Ulrum en Leens

Hoofdplaats: Uithuizen

Dorpen: Adorp · Den Andel · Baflo · Bedum · Eenrum · Eppenhuizen · Hornhuizen · Houwerzijl · Kantens · Kloosterburen · 't Lage van de Weg · Lauwersoog · Leens · Leenstertillen · Lutjewolde · Mensingeweer · Molenrij · Niekerk · Noordwolde · Oldenzijl · Onderdendam · Onderwierum · Oosteinde · Oosternieland · Pieterburen · Rasquert · Rodewolt · Roodeschool · Rottum · Saaxumhuizen · Sauwerd · Startenhuizen (deels) · Stitswerd · Tinallinge · Uithuizermeeden · Ulrum · Usquert · Vliedorp · Vierhuizen · Warffum · Warfhuizen · Wehe-den Hoorn · Westerdijkshorn · Westernieland · Wetsinge · Winsum · Zandeweer · Zoutkamp · Zuidwolde · Zuurdijk

Buurtschappen, gehuchten, wierden en buurten: 1e Nijhoezen · 2e Nijhoezen · 't Aagt · Abbeweer · Alinghuizen · Arwerd · Barnegaten · Bellingeweer · Bethlehem · Beusum · Bokum · Breede · Broek · Het Bultje · De Dingen · De Raken · De Vennen · Den Haver · Deikum · Doodstil · Douwen · Duisterwinkel · Eelswerd · Eemshaven · Elens · Ellerhuizen · Ernstheem · Ewer · Grijssloot · Groot Maarslag · Groot Wetsinge · De Haar · Hammeland · Den Hander · Harssens · Hefswal · Hekkum · Helwerd · Heuvelderij · Hiddingezijl · Holwinde · De Hoogte · De Horn · De Houw · 't Houweel · De Hucht · Kaakhorn · Katershorn · Kattenburg · Klei · Kleine Huisjes · Klein Garnwerd · Klein Maarslag · Klein Wetsinge · Kolham · Koningslaagte · Koningsoord · De Knijp · Kruisweg · Lutje Marne · Lutke Saaxum · Maarhuizen · (Marnehuizen) · Menkeweer · Menneweer · Midhalm · Midhuizen · Mollenhuizen · Nijenklooster · Noordpolder · Noordpolderzijl · Obergum · Oldenzijl · Oldorp · Oosterhorn · Oosterhuizen (Eenrum) · Oosterhuizen (Zuidwolde) · Oudedijk · Oudeschip · Paapstil · Panser · Plattenburg · Polen · Ranum · Reidland · Roodehaan · Schapehals · Schaphalsterzijl · Schilligeham · Schouwen · Schouwerzijl · Sint Annerhuisjes · 't Stort · De Streek · Takkebos · Ter Laan · Tijum · Valcum · Valom · Wadwerd · Walsweer · Westerhorn (De Marne) · Westerhorn (Hogeland) · Westerklooster · Westpolder · Wierhuizen · Wierum · 't Wildeveld · Willemsstreek · Zevenhuizen